# Movistar Team (vrouwenwielerploeg)
Movistar Team is een Spaanse wielerploeg voor vrouwen, die met ingang van 2018 deel uitmaakt van het peloton. In de loop van 2017 maakte de mannenploeg Movistar Team bekend een vrouwenploeg op te richten om het vrouwenwielrennen in Spanje te bevorderen. Het team bestaat voornamelijk uit Spaanse rensters en zij maken gebruik van dezelfde faciliteiten en materiaal als de mannen.
In oktober 2017 werden de eerste acht rensters bekendgemaakt. Voor het seizoen 2018 werden zes Spaanse rensters: Eider Merino, Alicia González en Alba Teruel van Lointek en Mavi García, Lourdes Oyarbide en Lorena Llamas van Bizkaia-Durango en twee buitenlandse rensters: de Poolse Małgorzata Jasińska (Cylance) en de Française Aude Biannic (FDJ Nouvelle-Aquitaine Futuroscope) aangetrokken. Enkele dagen later werd ook de Australische Rachel Neylan aan de ploeg toegevoegd. Later werd de ploeg gecompleteerd met de Spaanse renster Gloria Rodríguez.
Voor het seizoen 2019 nam het team afscheid van Neylan en kreeg het versterking van de Franse Roxane Fournier en de Spaanse Sheyla Gutiérrez. In 2021 werd de ploeg versterkt met Annemiek van Vleuten die tijdens haar periode bij Movistar onder meer Olympisch en opnieuw wereldkampioen zou worden.

## Ploegleiding
| Voormalig Francisco Valera (2018) Eusebio Unzué (2019-2020) Pablo Lastras (2020-2022) | 2023 Jorge Sanz (2018-2022) Sebastian Unzué (2021-2022) Jürgen Roelandts (2023) |

## Rensters

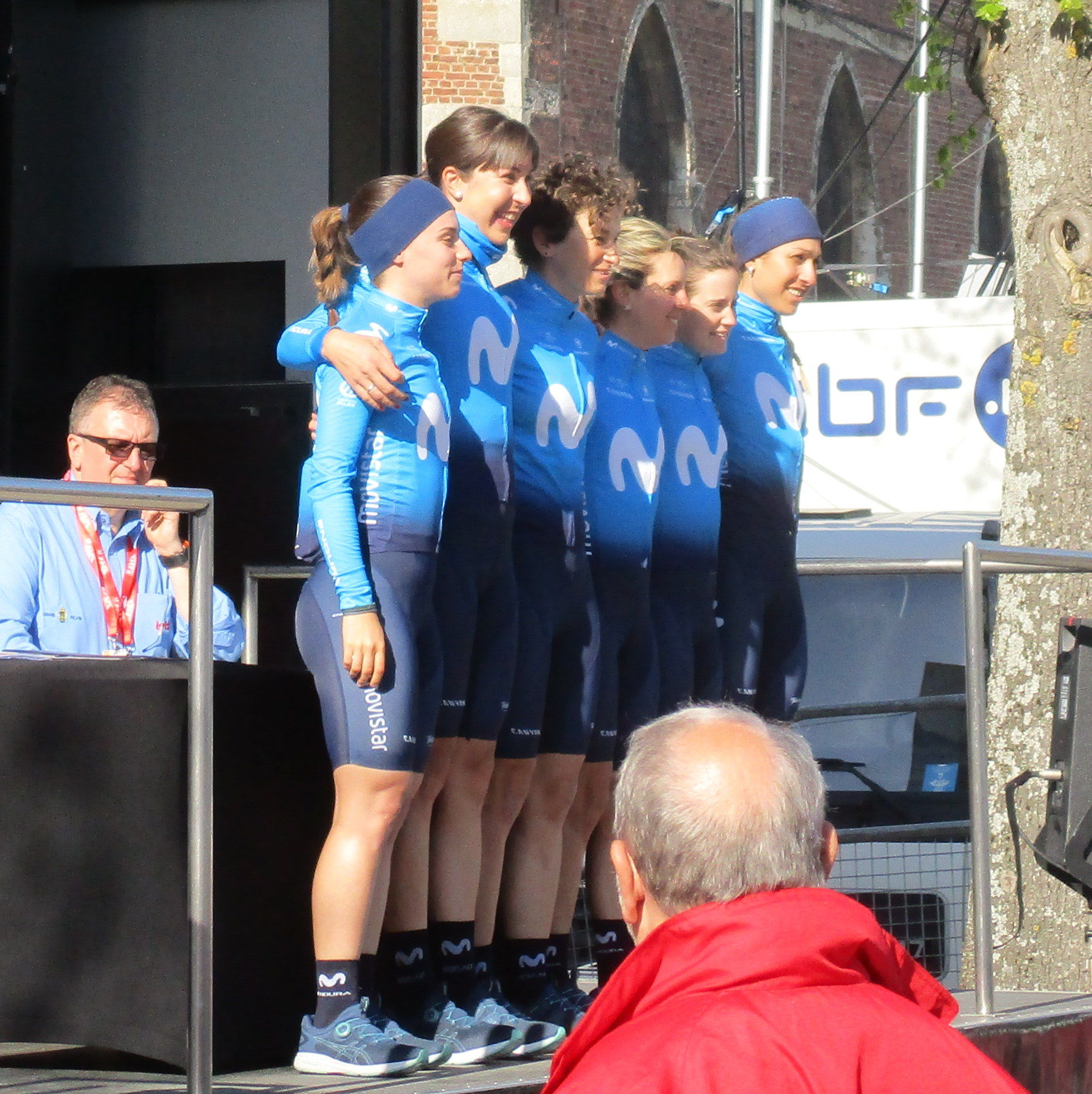
Het team bij de start van Waalse Pijl 2018.

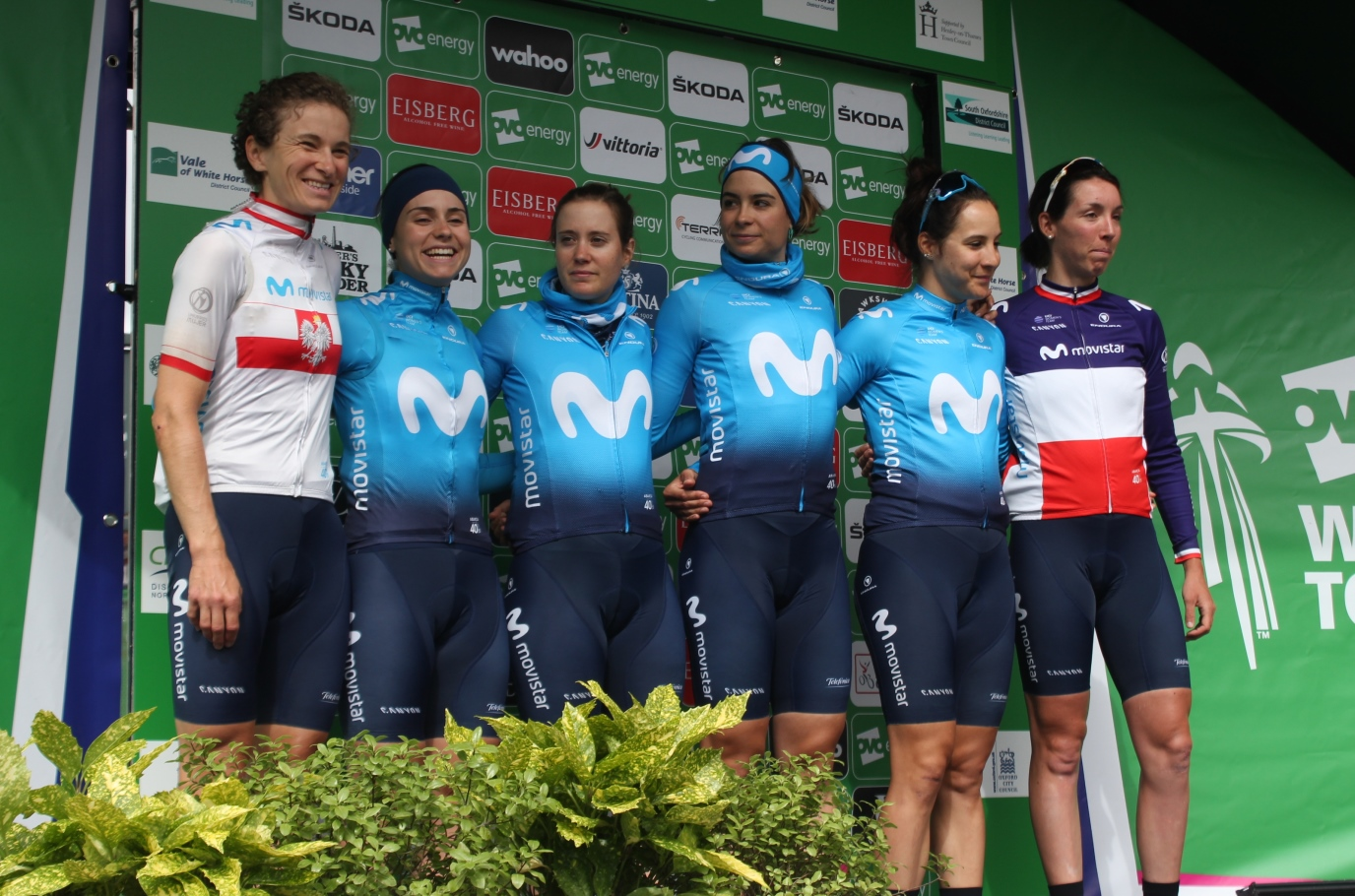
Het team in The Women's Tour 2019.

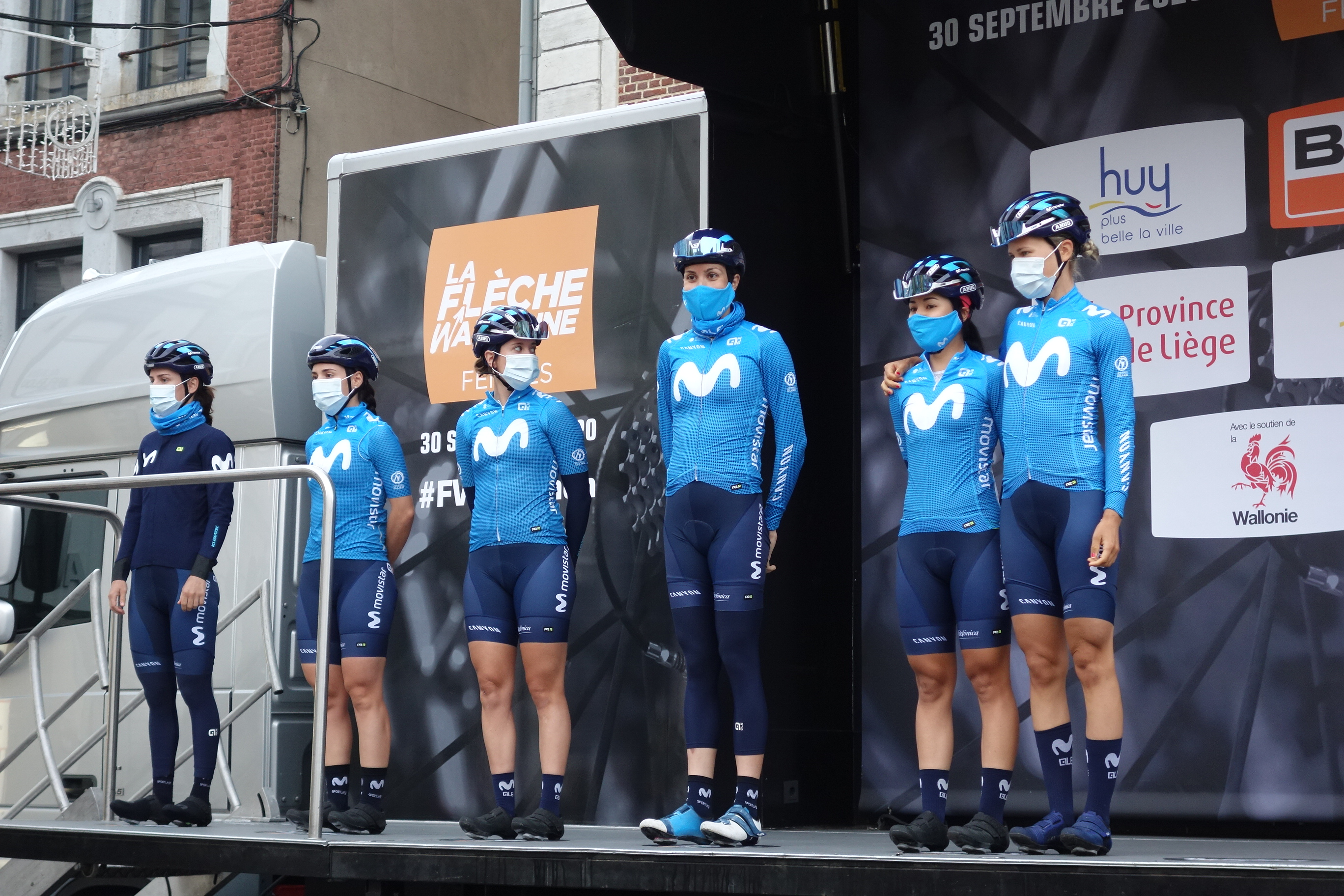
Het team in de Waalse Pijl 2020.

| Voormalige Rachel Neylan (2018) Margarita Victoria García (2018-2019) Małgorzata Jasińska (2018-2019) Lorena Llamas (2018-2019) Roxane Fournier (2019) Eider Merino (2018-2020) Alba Teruel (2018-2021) Leah Thomas (2021) Barbara Guarischi (2020-2022) | 2023 Katrine Aalerud (2020-2023) Aude Biannic (2018-2023) Jelena Erić (2020-2023) Sarah Gigante (2022-2023) Alicia González (2018-2023) Sheyla Gutiérrez (2019-2023) Liane Lippert (2023) Floortje Mackaij (2023) Sara Martin (2022-2023) Mareille Meijering (2023) Emma Norsgaard (2021-2023) Lourdes Oyarbide (2018-2023) Paula Patiño (2019-2023) Gloria Rodríguez (2018-2023) Arlenis Sierra (2022-2023) Annemiek van Vleuten (2021-2023) |

## Overwinningen
Voor overwinningen vanaf 2021, zie de jaarpagina's: 2021, 2022 en 2023.
2018
Proloog Lotto Belgium Tour: Aude Biannic
4e etappe Tour de l'Ardèche: Eider Merino
2019
4e etappe Ronde van Burgos, Lourdes Oyarbide
2020
La Périgord Ladies: Sheyla Gutiérrez

### Kampioenschappen
2018
 Frans kampioene op de weg: Aude Biannic
 Pools kampioene tijdrijden: Małgorzata Jasińska
 Pools kampioene op de weg: Małgorzata Jasińska
 Spaans kampioene tijdrijden: Margarita Victoria García
 Spaans kampioene op de weg: Eider Merino
2019
 Spaans kampioene tijdrijden: Sheyla Gutiérrez
 Spaans kampioene op de weg: Lourdes Oyarbide
2020
 Noors kampioene tijdrijden: Katrine Aalerud
Biannic · García · González · Jasińska · Llamas · Merino · Neylan · Oyarbide · Rodríguez · Teruel
Biannic · Fournier · García · González · Gutiérrez · Jasińska · Llamas · Merino · Oyarbide · Rodríguez · Teruel
Aalerud · Biannic · Erić · González · Guarischi · Gutiérrez · Merino · Oyarbide · Rodríguez · Teruel
Aalerud · Biannic · Erić · González · Guarischi · Gutiérrez · Martín · Norsgaard · Oyarbide · Rodríguez · Teruel · Thomas · Van Vleuten
Aalerud · Biannic · Erić · Gigante · González · Guarischi · Gutiérrez · Martín · Norsgaard · Oyarbide · Patiño · Rodríguez · Sierra · Van Vleuten
Aalerud · Biannic · Bjerg · Erić · Gigante · González · Gutiérrez · Lippert · Mackaij · Martín · Meijering (vanaf 1/5) · Oyarbide · Patiño · Rodríguez · Sierra · Van Vleuten
Baril · Biannic · Bjerg · Erić · Ferguson (stage vanaf 1/8) · Gutiérrez · Lippert · Mackaij · Martín · Meijering · Patiño · Laura Ruiz Pérez · Lucía Ruiz Pérez · Sierra · Steels
Baril · Biannic · Erić · Ferguson · Gutiérrez · Lippert · Lloyd · Mackaij · Magalhães · Martín · Meijering · Ostiz (stage vanaf 1/8) · Patiño · Laura Ruiz Pérez · Lucía Ruiz Pérez · Reusser · Sierra · Steels
Mannen: 2003 · 2004 · 2005 · 2006 · 2007 · 2008 · 2009 · 2010 · 2011 · 2012 · 2013 · 2014 · 2015 · 2016 · 2017 · 2018 · 2019 · 2020 · 2021 · 2022 · 2023 · 2024 · 2025
Vrouwen: 2018 · 2019 · 2020 · 2021 · 2022 · 2023 · 2024